# 豊利県 (廊坊市)
豊利県（ほうり-けん、中: 豐利縣）はかつて中国に存在した県。現在の中華人民共和国河北省廊坊市文安県一帯に相当する。
611年（大業7年）、隋朝により設置され河間郡に属した。唐代になり貞観年間に廃止され、文安県に編入された。